# Karin Melis Mey
Pour les articles homonymes, voir Melis.
Karin Melis Mey (née le 31 mai 1983 à Pretoria en Afrique du Sud) est une athlète sud-africaine naturalisée turque le 30 juin 2008, spécialiste du saut en longueur. Son nom d'origine était Karen Mey.

## Biographie
Sa meilleure performance, en tant que sud-africaine, est de 6,93 m (+1,6 m/s) réalisée à Bad Langensalza en 2008 et elle a manqué d'un centimètre la médaille d'or aux Jeux méditerranéens 2009 à Pescara. En 2009, elle bat le record national turc avec 6,81 (+1,9 m/s) à Bursa. Elle remporte la médaille de bronze à Berlin avec 6,80 m (+ 0,4 m/s), assez loin derrière Tatyana Lebedeva (6,97 m) et l'Américaine Brittney Reese (7,10 m).
Le 18 septembre 2012, l'IAAF explique avoir retiré la Turque Karin Melis Mey de la finale du saut en longueur des Jeux olympiques de 2012 en raison d'un test antidopage positif.
Le 8 juillet 2016, Melis Mey se classe 5e des Championnats d'Europe d'Amsterdam avec un saut à 6,62 m, à seulement 3 centimètres de la médaille de bronze (Malaika Mihambo 6,65 m).

## Palmarès
| Date | Compétition                       | Lieu           | Résultat | Marque |
| ---- | --------------------------------- | -------------- | -------- | ------ |
| 2008 | Finale mondiale                   | Stuttgart      | 5e       | 6,37 m |
| 2009 | Jeux méditerranéens               | Pescara        | 2e       | 6,53 m |
| 2009 | Championnats du monde             | Berlin         | 2e       | 6,80 m |
| 2011 | Championnats du monde             | Daegu          | 7e       | 6,44 m |
| 2012 | Championnats d'Europe             | Helsinki       | finale   | DQ     |
| 2012 | Jeux olympiques                   | Londres        | finale   | DQ     |
| 2015 | Championnats d'Europe en salle    | Prague         | 7e       | 6,57 m |
| 2015 | Championnats d'Europe par équipes | Heraklion      | 1re      | 6,53 m |
| 2016 | Championnats d'Europe             | Amsterdam      | 5e       | 6,62 m |
| 2016 | Jeux olympiques                   | Rio de Janeiro | qual.    | 6,49 m |
| 2017 | Jeux de la solidarité islamique   | Bakou          | 5e       | 6,00 m |
| 2018 | Jeux méditerranéens               | Tarragone      | 7e       | 6,44 m |

## Records
| Épreuve          | Épreuve      | Performance | Lieu            | Date                       |
| ---------------- | ------------ | ----------- | --------------- | -------------------------- |
| Saut en longueur | En plein air | 6,93 m      | Bad Langensalza | 7 juillet 2007 7 juin 2008 |
| Saut en longueur | En salle     | 6,85 m      | Stockholm       | 21 février 2008            |